# Швець Борис Олександрович
Борис Олександрович Швець (нар. 20 серпня 1991) — український спортсмен-яхтсмен, учасник Олімпійських ігор 2016 року.
Одружився в 2021 році на Оксані Сватко.

## Виступи на Олімпіадах
| Олімпіада | Дисципліна | Місце |
| --------- | ---------- | ----- |
| Ріо 2016  | клас 470   | 25    |